# Верьер (Шаранта)
Верье́р (фр. Verrières) — коммуна во Франции, находится в регионе Пуату — Шаранта. Департамент — Шаранта. Входит в состав кантона Сегонзак. Округ коммуны — Коньяк.
Код INSEE коммуны — 16399.
Коммуна расположена приблизительно в 420 км к юго-западу от Парижа, в 125 км южнее Пуатье, в 35 км к западу от Ангулема.

## Население
Население коммуны на 2008 год составляло 367 человек.
| 1962 | 1968 | 1975 | 1982 | 1990 | 1999 | 2008 |
| ---- | ---- | ---- | ---- | ---- | ---- | ---- |
| 526  | 537  | 474  | 409  | 406  | 401  | 367  |

## Экономика
В 2007 году среди 237 человек в трудоспособном возрасте (15—64 лет) 183 были экономически активными, 54 — неактивными (показатель активности — 77,2 %, в 1999 году было 78,5 %). Из 183 активных работали 172 человека (91 мужчина и 81 женщина), безработных было 11 (5 мужчин и 6 женщин). Среди 54 неактивных 22 человека были учениками или студентами, 17 — пенсионерами, 15 были неактивными по другим причинам.

## Достопримечательности
- Приходская церковь Сен-Пале (XIV век). Она была почти полностью разрушена протестантами в 1600 году и восстанавливалась в 1668—1670 в 1759 годах. Исторический памятник с 1986 года[3]
  - Запрестольный образ (ретабло; XVII век). Размеры — 700×800 см. Исторический памятник с 1980 года[4]
  - Умывальник для омовения в нише (XVI век). Исторический памятник с 1941 года[5]
- Крест с надписью «осанна» на старом кладбище. Исторический памятник с 1986 года[6]

## Фотогалерея

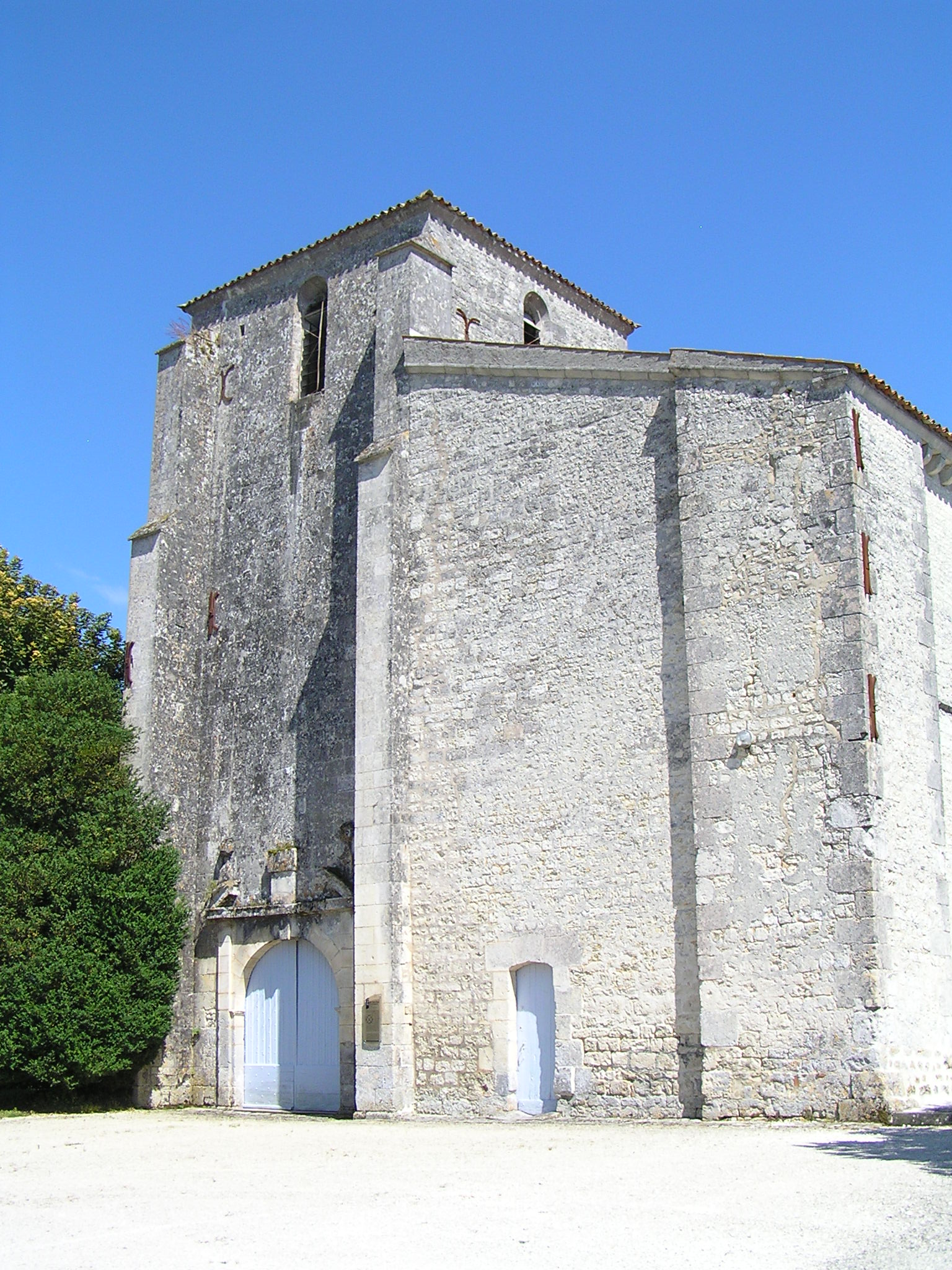
Церковь Сен-Пале
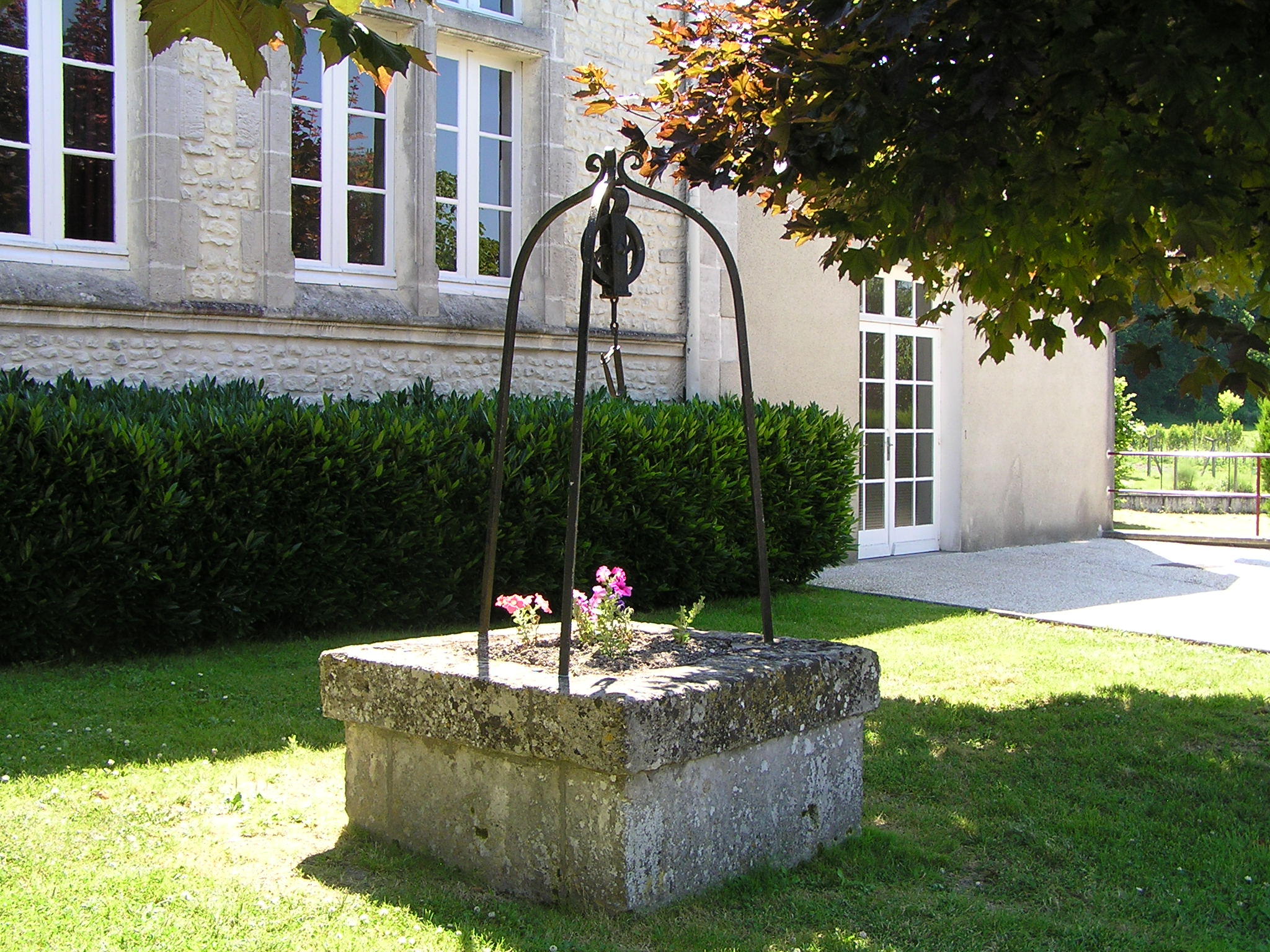
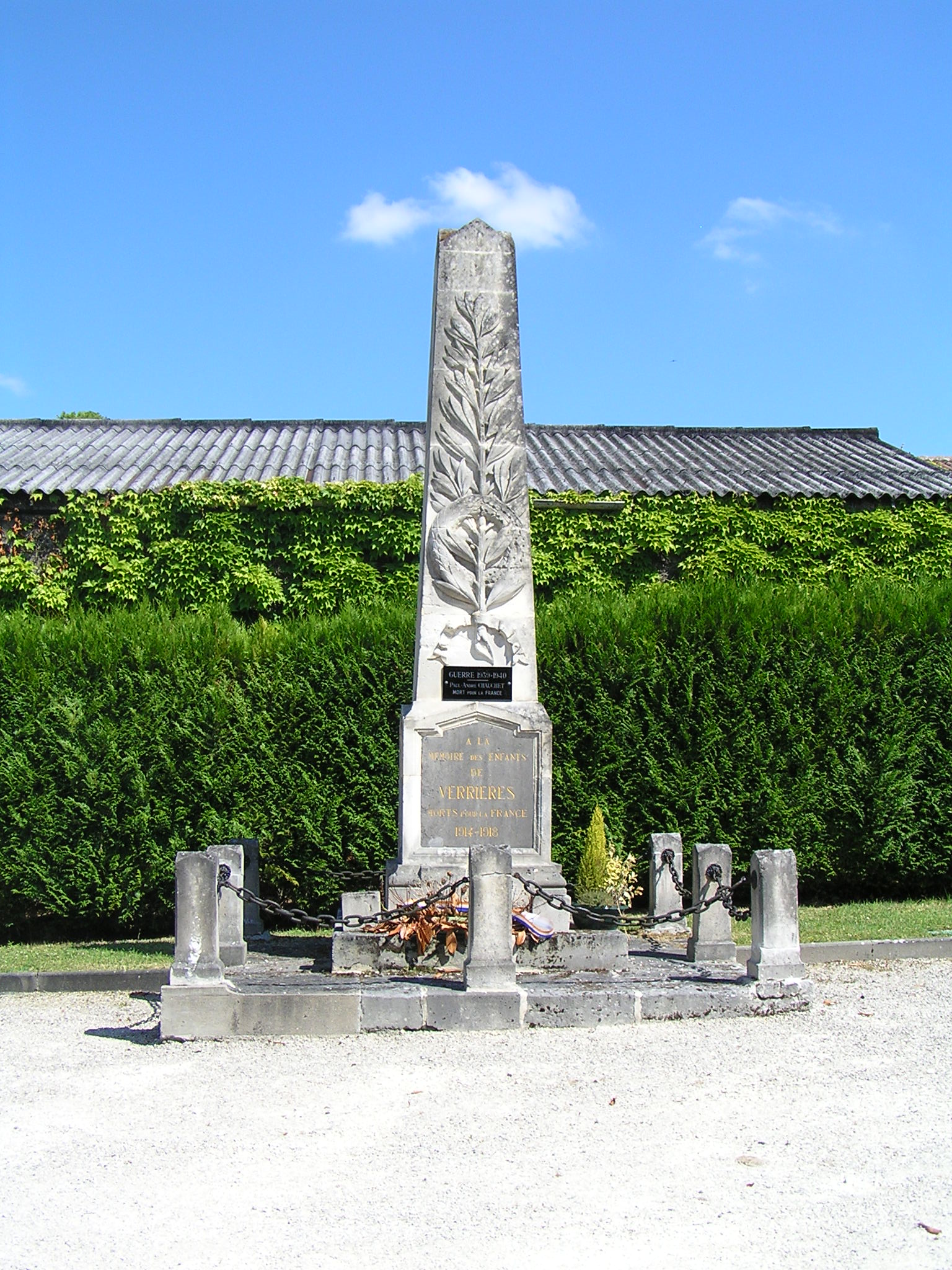
Военный мемориал